# Bag (Bužim)
Pour les articles homonymes, voir Bag.
Bag (en cyrillique : Баг) est un village de Bosnie-Herzégovine. Il est situé dans la municipalité de Bužim, dans le canton d'Una-Sana et dans la fédération de Bosnie-et-Herzégovine. Selon les premiers résultats du recensement bosnien de 2013, il compte 611 habitants.
Avant la guerre de Bosnie-Herzégovine, le village faisait partie de la municipalité de Bosanska Krupa ; après la guerre et à la suite des accords de Dayton (1995), il a été rattaché à la municipalité nouvellement créée de Bužim qui, comme Bosanska Krupa, est intégrée à la fédération de Bosnie-et-Herzégovine.

## Démographie

### Évolution historique de la population
| 1948 | 1953 | 1961 | 1971 | 1981 | 1991 | 2013 |
| ---- | ---- | ---- | ---- | ---- | ---- | ---- |
| -    | -    | 493  | 526  | 626  | 644  | 611  |

|  |